# Трејс Сајрус
Трејс Демпси Сајрус (енгл. Trace Dempsey Cyrus, рођ. Нил Тимоти Хелсон (енгл. Neil Timothy Helson); Ешланд, 24. фебруар 1989) амерички је музичар. Син је кантри певача Билија Реја Сајруса и брат певачица Мајли и Ное Сајрус.

## Биографија
Рођен је у Ешланду, под именом Нил Тимоти Хелсон. Син је Летише „Тиш” Сајрус и Бакстера Нила Хелсона. Међутим, Били Реј Сајрус га је усвојио по склапању брака с његовом мајком, а од тада је живео с њима у Томпсонс Стејшону. Након усвајања, званично је променио име у Трејс Демпси Сајрус.

## Дискографија
| Година | Детаљи                                                                                 |
| ------ | -------------------------------------------------------------------------------------- |
| 2021.  | - Објављивање: 24. септембар 2021. - Дискографска кућа: - Формат: Дигитално преузимање |